# Писаревка (Красиловский район)
Писаревка (укр. Писарівка) — село в Красиловском районе Хмельницкой области Украины.
Население по переписи 2001 года составляло 364 человека. Почтовый индекс — 31051. Телефонный код — 3855. Занимает площадь 1,69 км². Код КОАТУУ — 6822783404.

## Местный совет
31050, Хмельницкая обл., Красиловский р-н, с. Заслучное, пл. Ленина